# Tricimba fuscipes
Tricimba fuscipes är en tvåvingeart som beskrevs av Malloch 1931. Tricimba fuscipes ingår i släktet Tricimba och familjen fritflugor. Inga underarter finns listade i Catalogue of Life.